# エイリーン・セイ
エイリーン・セイ（英語: Eileen Seigh、1928年12月27日 - ）は、アメリカ合衆国、ニューヨーク市出身のフィギュアスケート選手（女子シングル）。
1948年サンモリッツオリンピックアメリカ合衆国代表。1947年世界選手権4位。

## 主な戦績
| 大会/年      | 1946-47 | 1947-48 |
| ------------ | ------- | ------- |
| オリンピック |         | 11      |
| 世界選手権   | 4       |         |
| 全米選手権   | 3       |         |